# NGC 869
NGC 869 (również h Persei) – gromada otwarta znajdująca się w gwiazdozbiorze Perseusza.

Położenie w gwiazdozbiorze

Była znana w czasach prehistorycznych; jako pierwszy odnotował jej istnienie Hipparchos w roku 130 p.n.e. Jest położona w odległości ok. 6,8 tys. lat świetlnych od Słońca. Gromada NGC 869 wraz z inną gromadą otwartą NGC 884 tworzy Podwójną gromadę Perseusza.